# Jelovik (Bajina Bašta)
Pour les articles homonymes, voir Jelovik.
Jelovik (en serbe cyrillique : Јеловик) est un village de Serbie situé dans la municipalité de Bajina Bašta, district de Zlatibor. Au recensement de 2011, il comptait 157 habitants.

## Démographie

### Évolution historique de la population
| 1948 | 1953 | 1961 | 1971 | 1981 | 1991 | 2002 | 2011 |
| ---- | ---- | ---- | ---- | ---- | ---- | ---- | ---- |
| 492  | 503  | 494  | 401  | 322  | 270  | 212  | 157  |

|  |